# Highflyer (Pferd)
Highflyer (* 1774; † 18. Oktober 1793) war das erfolgreichste Rennpferd des 18. Jahrhunderts.

## Abstammung
Highflyers Züchter war Sir Charles Bunbury (1740–1821), 6. Baronet of Mildenhall auf Great Barton Hall in Suffolk. Sein Vater war der Hengst Herod, seine Mutter war die Stute Rachel aus dem Besitz des Duke of Ancaster auf Grimsthorpe Castle in Lincolnshire. Highflyer kam auf dem Gestüt Great Barton, nordöstlich des bekannten Zuchtgebiets Bury St. Edmunds (Suffolk), zur Welt.
Highflyer stammt auf mütterlicher und väterlicher Seite von zwei der drei Gründungsväter des Englischen Vollbluts ab. Godolphin Arabian stammt aus dem Nahen Osten, das genaue Herkunftsland ist nicht sicher. Der circa im Jahr 1724 geborene Hengst gehörte zu einer Gruppe von Pferden, die der Bey von Tunis dem französischen König Ludwig XV. schenkte. Der Hengst fand aber offenbar am französischen Hof offenbar kein Gefallen und gelangte in den Besitz des Engländers Edward Coke, der ihn als Deckhengst für sein Gestüt in Derbyshire übernahm.
Durch die beiden Hengste Bartlett's Childers und Flying Childers, von denen er auf mütterlicher Seite, beziehungsweise väterlicher Seite, in vierter Generation abstammt, ist Highflyer  ein Nachfahre des Darley Arabian, dem zweiten Gründervater des Englischen Vollbluts. Der Araber-Hengst wurde 1700 vermutlich in Syrien geboren und von dem englischen Kaufmann Thomas Darley 1704 nach Aldby Park, Buttercrambe im englischen North Yorkshire exportiert, wo er auf dem Landsitz der Darley-Familie als Deckhengst eingesetzt wurde. Nachdem seine ersten Nachkommen erfolgreich Rennen gelaufen waren, wurde er gegen Ende seines Lebens zwei Mal der Stute Betty Leedes angepaart. Der erste Nachkommen war Flying Childers. Der 1714 geborener Hengst gilt als eines der ersten wahren Rennpferde. In den sechs Rennen, die er von 1721 bis 1723 lief, blieb er ungeschlagen. William Cavendish, 2. Duke of Devonshire erwarb ihn nach Abschluss seiner Karriere als Rennpferd für sein Gestüt. Die meisten der heutigen Englischen Vollblutpferde stammen heute jedoch von Flying Childers zwei Jahre jüngerem Vollbruder ab. Dieser lief nie Rennen, weil er bei größerer Anstrengung aus den Nüstern blutete. Sein Käufer, der Tuchfärber John Bartlett erwarb ihn als Deckhengst und konnte seine Deckleistung auf Grund seiner illustren Verwandtschaft erfolgreich vermarkten.

## Leben
Als Einjähriger wurde Highflyer an den Frederick St John, 2. Viscount Bolingbroke (1732–1787) verkauft, der einen Rennstall mit 20 Pferden besaß, und startete bereits als Dreijähriger in seinem ersten Rennen, obwohl man zur damaligen Zeit generell erst fünfjährige Pferde ins Rennen schickte. Zwei Jahre später erhielt Bolingbroke ein Kaufangebot, das er wegen hoher Schulden, u. a. auch Spielschulden, nicht ablehnen konnte. Er verkaufte Highflyer 1779 für 2500 englische Pfund an Richard Tattersall, der in den darauf folgenden Jahren ein Vermögen mit diesem Rennpferd verdiente.
Noch mehr Geld verdiente er allerdings, als er Highflyer nach 14 Rennen, die er alle gewonnen hatte, als Zuchthengst zunächst auf seine Farm nach Damley (Middlesex), im Jahr 1780 auf seinen neuen Landsitz New Barns zwischen Bury St. Edmunds und Ely (Cambridgeshire) brachte, den er in „Highflyer Hall“ umbenannte. Highflyer gewann 13 mal das  Championat der Vaterpferde in England und Irland. Der Preis pro Deckung stieg von anfangs 15 Guinees auf schließlich 50 Guinees an. Highflyer wurde so oft zur Deckung genutzt, dass Kritiker meinten, er würde zu Tode missbraucht.
Der bekannte Pferdemaler John Boultbee (1753–1812) malte Highflyer im Jahr 1785. Dieses Gemälde veranlasste später andere Auftraggeber, ihre Pferde ebenfalls von Boultbee malen zu lassen.

## Pedigree
| Vater Herod (GB) 1758, braun   | Tartar 1743, Fuchs | Partner 1718, Fuchs                    | Jigg                                     |
| Vater Herod (GB) 1758, braun   | Tartar 1743, Fuchs | Partner 1718, Fuchs                    | Curwen Barb mare                         |
| Vater Herod (GB) 1758, braun   | Tartar 1743, Fuchs | Meliora 1729, Fuchs                    | Fox                                      |
| Vater Herod (GB) 1758, braun   | Tartar 1743, Fuchs | Meliora 1729, Fuchs                    | Milkmaid                                 |
| Vater Herod (GB) 1758, braun   | Cypron 1750, braun | Blaze 1733                             | Flying Childers                          |
| Vater Herod (GB) 1758, braun   | Cypron 1750, braun | Blaze 1733                             | Confederate mare                         |
| Vater Herod (GB) 1758, braun   | Cypron 1750, braun | Salome 1733, Rappe                     | Bethell's Arabian                        |
| Vater Herod (GB) 1758, braun   | Cypron 1750, braun | Salome 1733, Rappe                     | (Graham's) Champion mare                 |
| Mutter Rachel (GB) 1763, braun | Blank 1740, braun  | Godolphin Arabian ca. 1724/1725, braun | (unknown)                                |
| Mutter Rachel (GB) 1763, braun | Blank 1740, braun  | Godolphin Arabian ca. 1724/1725, braun | (unknown)                                |
| Mutter Rachel (GB) 1763, braun | Blank 1740, braun  | Little Hartley Mare 1727, Fuchs        | Bartlett's Childers                      |
| Mutter Rachel (GB) 1763, braun | Blank 1740, braun  | Little Hartley Mare 1727, Fuchs        | Flying Whigg                             |
| Mutter Rachel (GB) 1763, braun | Regulus mare 1751  | Regulus 1739, Fuchs                    | Godolphin Arabian ca. 1724/1725, Brauner |
| Mutter Rachel (GB) 1763, braun | Regulus mare 1751  | Regulus 1739, Fuchs                    | Grey Robinson                            |
| Mutter Rachel (GB) 1763, braun | Regulus mare 1751  | Soreheels mare                         | Soreheels                                |
| Mutter Rachel (GB) 1763, braun | Regulus mare 1751  | Soreheels mare                         | Makeless mare                            |

Highflyer stammt in dritter und vierter Generation von Godolphin Arabian ab, der neben Darley Arabian und Byerley Turk einer der drei Gründerväter des Englischen Vollbluts ist. Bartlett's Childers und Flying Childers in der vierten Generation sind Vollbrüder, die von Darley Arabian aus der Betty Leedes abstammen.